# Взморье (Калининградская область)
Взмо́рье — посёлок в Светловском городском округе Калининградской области.

## Название
Немецкое название посёлка Гросс Хайдекруг, вероятно, происходит от слов heide — «пустошь» и krug — «трактир», то есть означает «трактир на пустоши». Постепенно первоначальный смысл утратился, к названию добавилось слово Gross — «большой», относящееся уже к посёлку.
В 1946 году переименован во Взморье.

## История
В 1744 году в Хайдекруге была построена школа, в которой проводились и богослужения. В 1927 году было начато строительство лютеранской кирхи, которая была освящена в ноябре 1931. В ходе боёв 1945 года кирха получила серьёзные повреждения и в 1948 была снесена.

## Население
| 2002 | 2010  |
| ---- | ----- |
| 2205 | ↘1883 |

## Достопримечательности
- Братская могила советских воинов «Вечная слава героям, павшим в боях за нашу Советскую Родину» (Образовалась в ходе боевых действий. Захоронено более 250, в том числе три Героя Советского Союза: лейтенант Лапшин В. Ф., старший сержант Евсеев А. А., младший сержант Дровник В. М. Памятник установлен в 1950 году. Постановлением Правительства Калининградской области от 23 марта 2007 года № 132 братская могила советских воинов получила статус объекта культурного наследия местного (муниципального) значения.)[3]
- Храм Пророка Ильи
- Дом пастора[4]